# Christopher Tatsuki Kinjō
Christopher Tatsuki Kinjō (japanisch 金城 クリストファー 達樹 Kinjō Christopher Tatsuki; * 17. November 1993 in der Präfektur Okinawa) ist ein ehemaliger japanischer Fußballspieler.

## Karriere
Kinjō erlernte das Fußballspielen in JFA Academy Fukushima und der Jugendmannschaft von Fortuna Düsseldorf. Seinen ersten Vertrag unterschrieb er 2013 bei Avispa Fukuoka. Der Verein spielte in der zweithöchsten Liga des Landes, der J2 League. Für den Verein absolvierte er zwei Ligaspiele. 2015 wechselte er zum Drittligisten FC Ryūkyū. 2016 wechselte er zu Iwaki FC. Ende 2016 beendete er seine Karriere als Fußballspieler.